# Phalonidia
Phalonidia är ett släkte av fjärilar som beskrevs av Le Marchand 1933. Phalonidia ingår i familjen vecklare.

## Bildgalleri

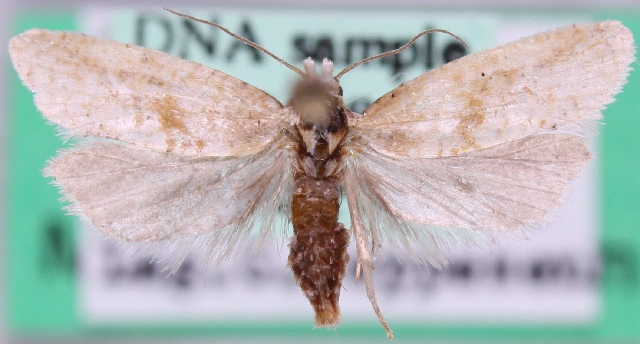
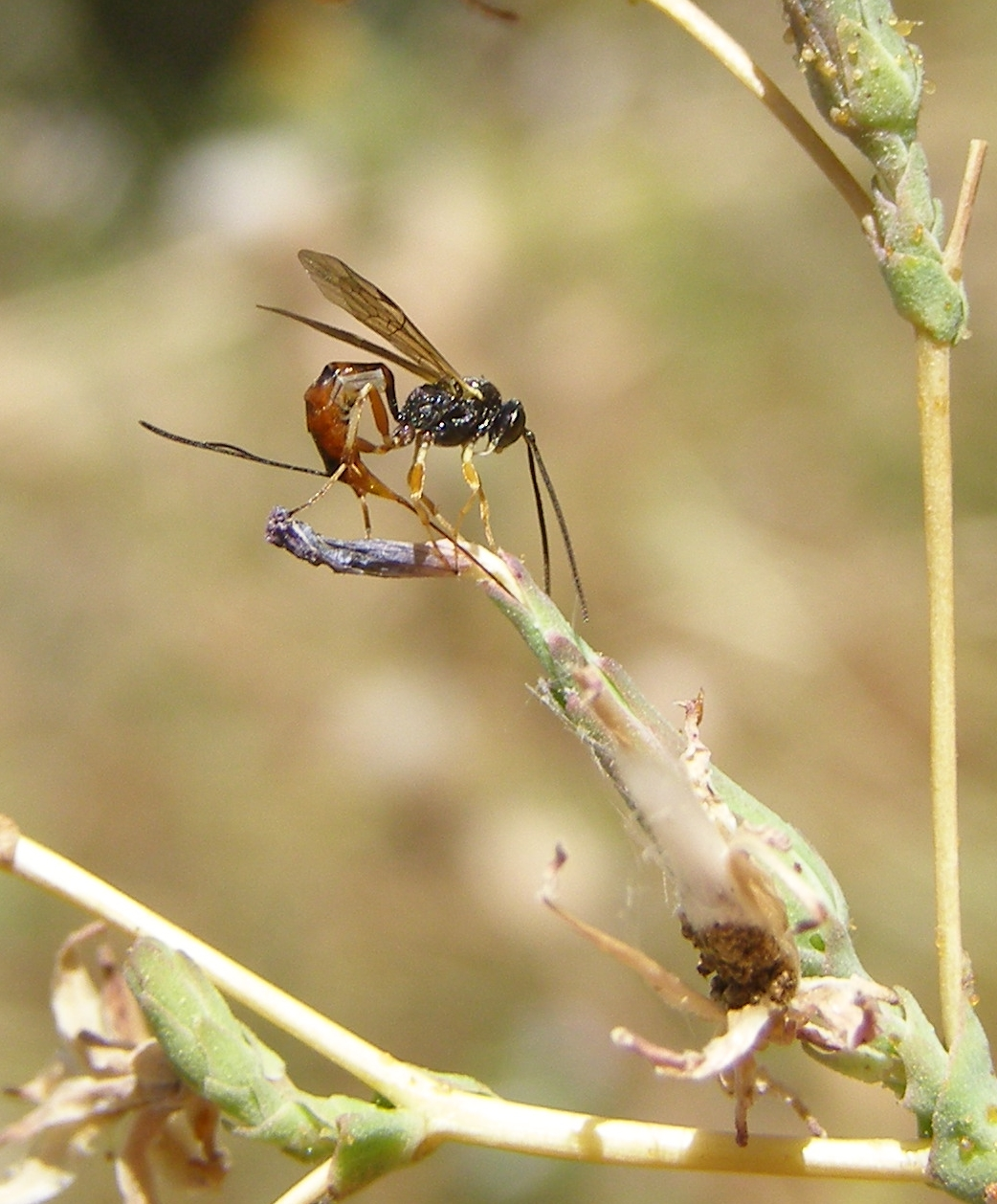
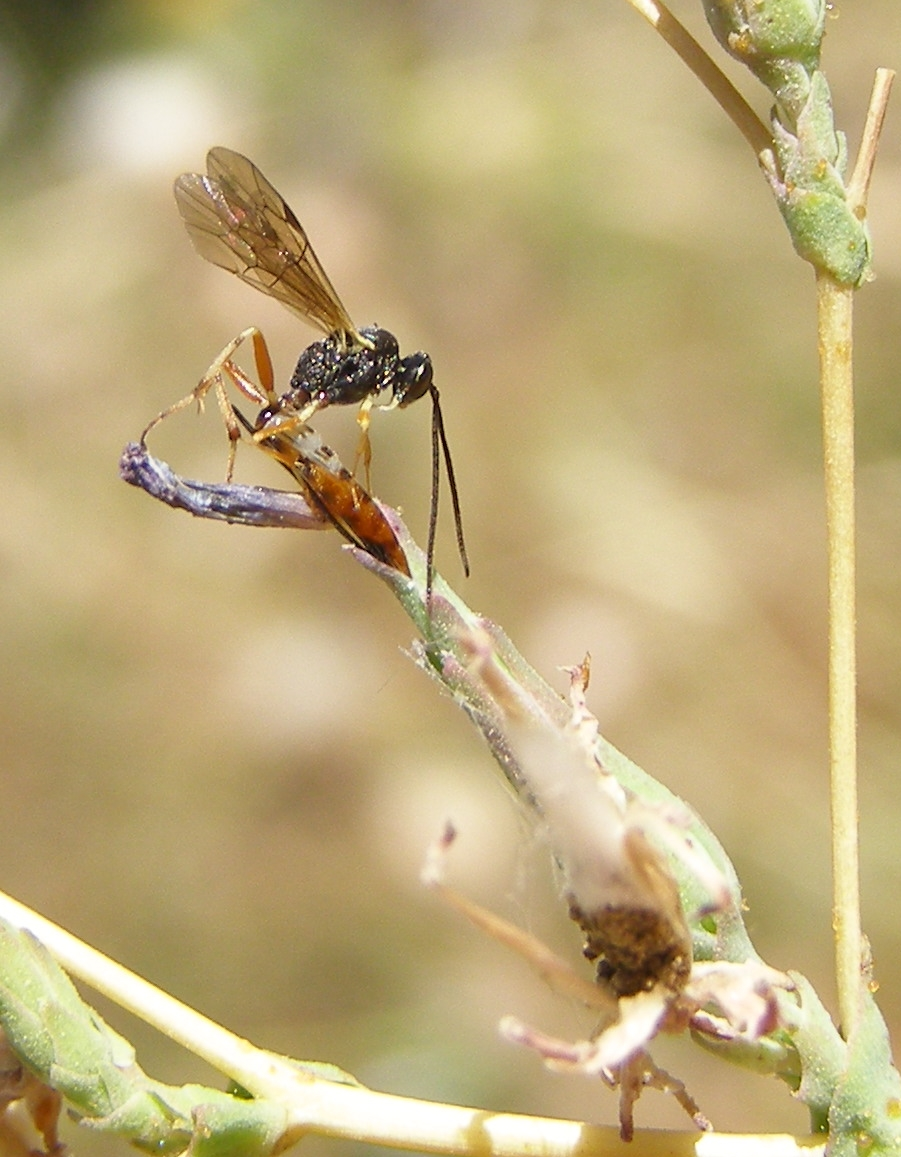
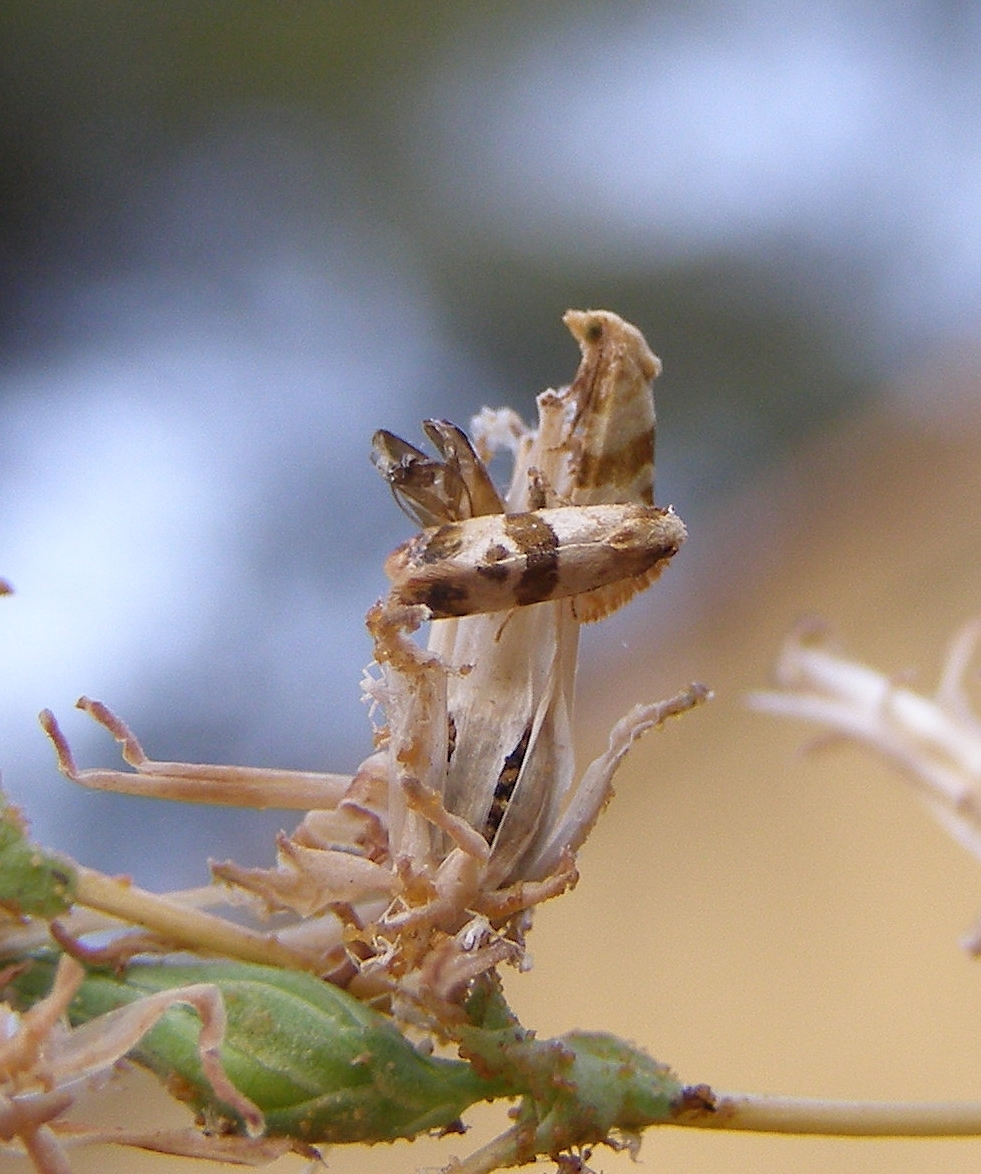
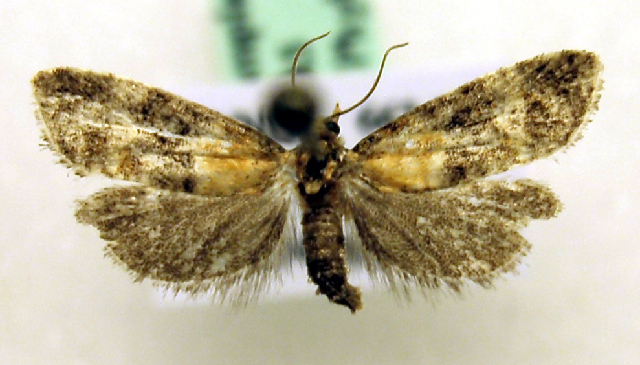
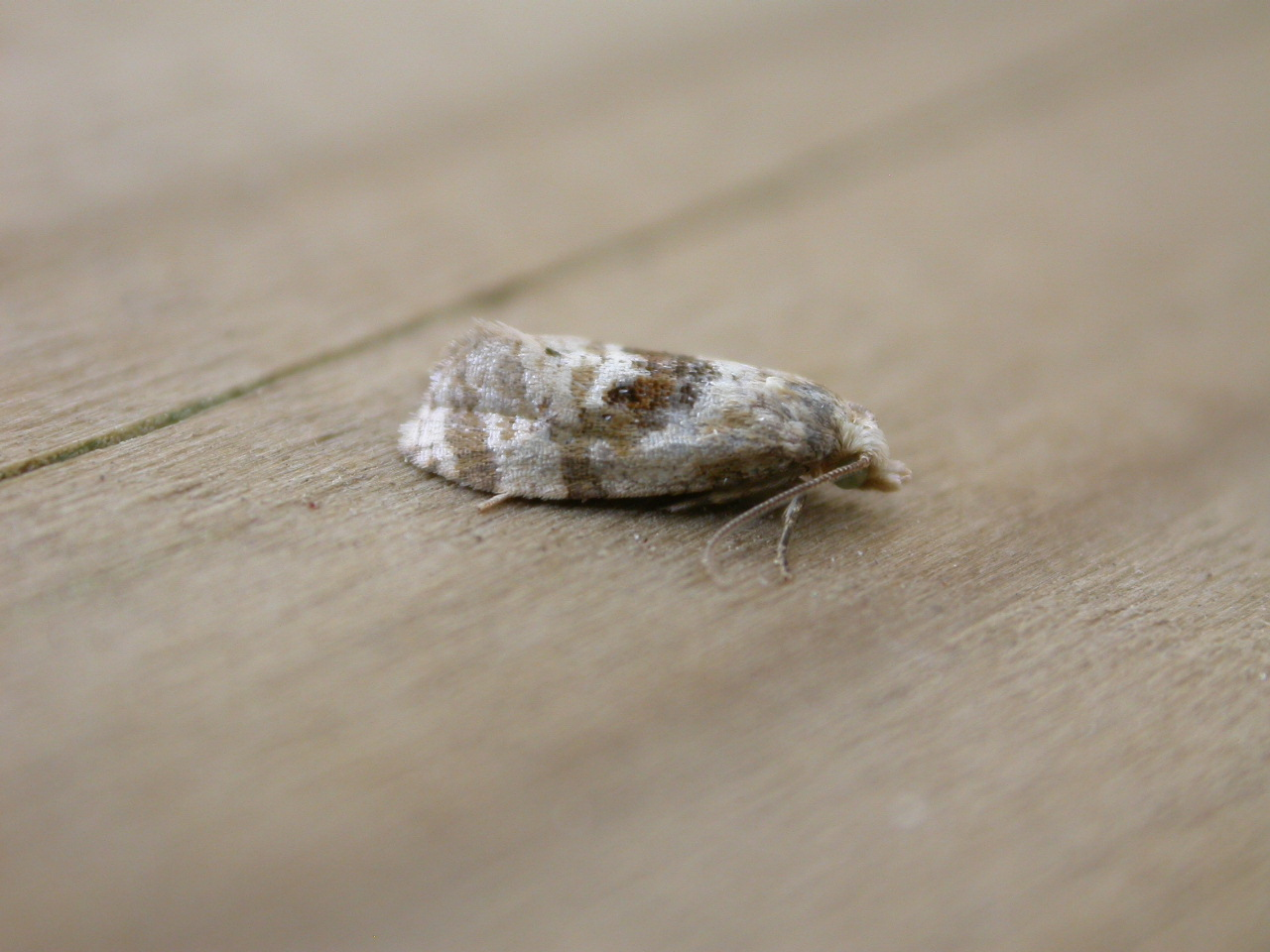

## Dottertaxa tillPhalonidia, i alfabetisk ordning[1][2]
- Phalonidia acrota
- Phalonidia acutana
- Phalonidia aeraria
- Phalonidia affinitana
- Phalonidia albipalpana
- Phalonidia aliena
- Phalonidia alismana
- Phalonidia assensus
- Phalonidia azyga
- Phalonidia cancellana
- Phalonidia chloridia
- Phalonidia chlorolitha
- Phalonidia contractana
- Phalonidia curvistrigana
- Phalonidia deliphrobursa
- Phalonidia diaphona
- Phalonidia dotica
- Phalonidia droserantha
- Phalonidia exaequata
- Phalonidia flaviscapulana
- Phalonidia flavoscapulana
- Phalonidia fraterna
- Phalonidia fulvimixta
- Phalonidia gilvicomana
- Phalonidia gratiosana
- Phalonidia haesitans
- Phalonidia hapalobursa
- Phalonidia hygrodes
- Phalonidia hypagosocia
- Phalonidia introrsa
- Phalonidia inulana
- Phalonidia julianiensis
- Phalonidia karsholti
- Phalonidia kathetospina
- Phalonidia latifasciana
- Phalonidia latipunctana
- Phalonidia littorana
- Phalonidia lochites
- Phalonidia loipa
- Phalonidia lydiae
- Phalonidia manifestana
- Phalonidia manniana
- Phalonidia meizobursa
- Phalonidia melanothicta
- Phalonidia melletes
- Phalonidia mesomerista
- Phalonidia mimohospes
- Phalonidia moravica
- Phalonidia multistrigata
- Phalonidia nicotiana
- Phalonidia nonaxyra
- Phalonidia notulana
- Phalonidia ochrimixtana
- Phalonidia parvana
- Phalonidia phlebotoma
- Phalonidia praemorsa
- Phalonidia pruinosana
- Phalonidia rufoatra
- Phalonidia sarovalva
- Phalonidia saxicolana
- Phalonidia scabra
- Phalonidia scolopis
- Phalonidia silvestris
- Phalonidia sphragidias
- Phalonidia stirodelphys
- Phalonidia swammerdamiana
- Phalonidia synucha
- Phalonidia tauriana
- Phalonidia tauriniana
- Phalonidia thermoconis
- Phalonidia thryptica
- Phalonidia tolli
- Phalonidia trabalea
- Phalonidia udana
- Phalonidia walkerana
- Phalonidia vectisana
- Phalonidia zygota